# Wimberg (Berg)
Der Wimberg ist ein Höhenrücken im Mühlviertel in Oberösterreich, in dessen Gebiet die Gemeinden St. Johann am Wimberg und St. Peter am Wimberg sowie die Erhebungen Hansberg und Petersberg liegen. 

## Lage
Den Namen Wimberg trug ursprünglich der ganze Höhenzug zwischen den Einzugsgebieten der Kleinen Rodl, des Pesenbaches, der Großen Mühl und der Steinernen Mühl. Der südlichste Teil dieses Höhenrückens heißt heute nach der an seinem Westhang liegenden Kirche St. Johann Hansberg, ein nördlich anschließender Hügel trägt ebenfalls nach einem Patrozinium den Namen Petersberg.
Über den Wimberg führt die Landesstraße L1514 (Wimbergstraße oder Wimberg Bezirksstraße).

## Geschichte
Die im Mittelalter übliche Schreibung war vor allem Windberg und Windiberg. Der Besitz des Stiftes St. Florian in diesem Teil des westlichen Mühlviertels geht auf die Schenkungen des Eppo von Windberg und seiner Frau Regelind aus dem Jahr 1108 zurück.